# Neurenberg
Neurenberg (Duits: Nürnberg) is een kreisfreie Stadt in het midden van de Duitse deelstaat Beieren. De stad telt 515.543 inwoners (31 december 2020) op een oppervlakte van 186,38 km². Samen met de omliggende gemeenten Fürth, Erlangen en Schwabach vormt het een agglomeratie van 1,3 miljoen inwoners..
De stad is een van de weinige steden in Duitsland die de oorspronkelijke vestingmuren en torens grotendeels heeft behouden.

## Geschiedenis

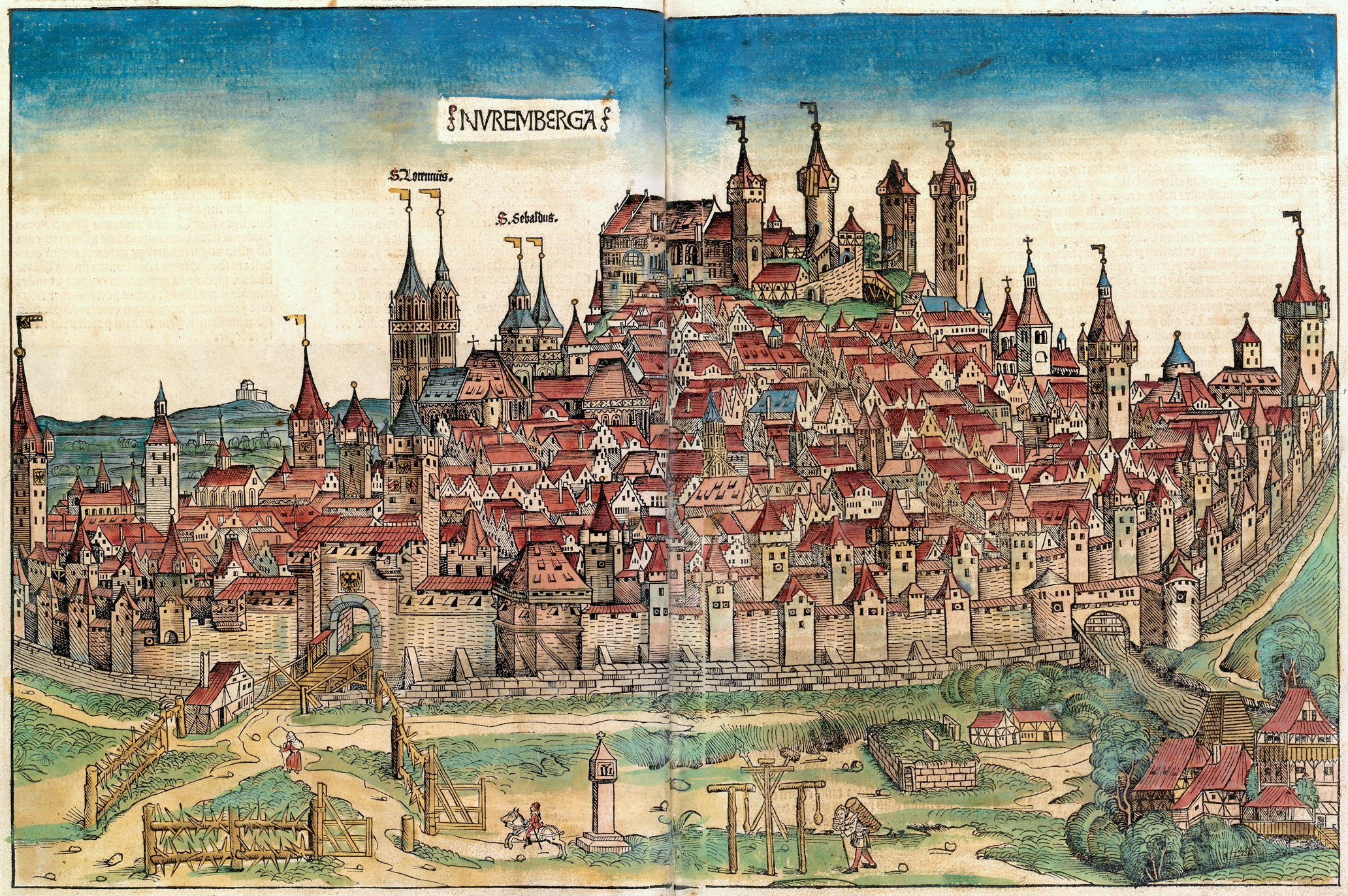
Zicht op Neurenberg
(1493), Kroniek van Neurenberg

In 1493 werd hier de beroemde Kroniek van Neurenberg uitgegeven. De stad was machtig als centraal punt van het invloedrijke Burggraafschap Neurenberg. Zie ook: Rijksstad Neurenberg. Van de 15e tot de 17e eeuw had Neurenberg een bloeiende metaalindustrie. Daarna raakte de stad in verval.  
De eerste trein in Duitsland reed in 1835 tussen het Nürnberger Ludwigsbahnhof en het Fürther Ludwigsbahnhof. 
In 1927, 1929 en van 1933 tot en met 1938 werden in de stad de nationaalsocialistische 'partijdagen' van de nazipartij (NSDAP) gehouden. De keuze voor Neurenberg kwam voort uit de plaats die de stad in het middeleeuwse Duitse Keizerrijk had ingenomen als verzamelplaats voor Rijksdagen en hoeder van de regalia van de Keizer.
Neurenberg was in 1933 beslist geen door de nazi's gedomineerde plaats; de stad had toen een liberale burgemeester en een progressief bestuur. Dit bestuur was ook zeker niet blij met de nazipartijdagen die er plaatsvonden omdat die voor veel onrust zorgden en het verbood ze in de jaren 1930, 1931 en 1932. Nadat de nazi´s in 1933 aan de macht waren gekomen kon het bestuur de dagen niet meer verbieden en werden niet-nazistische gemeentepolitici geïntimideerd en vervolgd. Julius Streicher woonde eveneens in Neurenberg.
De rassenwetten van de Nationaalsocialistische staat, wetgeving waarbij Joodse burgers van het maatschappelijke leven werden uitgesloten en rechteloos werden gemaakt, zijn in Neurenberg afgekondigd en worden daarom de "Rassenwetten van Neurenberg" genoemd.
Tot de Tweede Wereldoorlog had de binnenstad een vrijwel geheel middeleeuws karakter bewaard met gotische bouwwerken. Door luchtaanvallen en een vier dagen durend grondoffensief aan het eind van de oorlog werd de historische binnenstad vrijwel geheel verwoest.
Na de oorlog werd de middeleeuwse bebouwing van de binnenstad weer grotendeels gereconstrueerd.

### Neurenberg-tribunaal
De Processen van Neurenberg werden in 1945-1946 door het Neurenberg-tribunaal gehouden tegen de leiders van nazi-Duitsland die beschuldigd werden van oorlogsmisdaden. De geallieerden vonden Neurenberg daarvoor gepast vanwege het belang van de stad voor de verslagen nazi's: hier werden de nazi-partijdagen gehouden en de Neurenberger rassenwetten afgekondigd. Een meer pragmatische reden was dat de stad, zelf grotendeels verwoest in de laatste oorlogsmaanden, nog een intact groot gerechtshof had met een bijbehorende gevangenis. 
Naar aanleiding van het 50-jarig jubileum van deze processen en van het einde van de Tweede Wereldoorlog wordt sinds 1995 elke twee jaar de Internationale Neurenbergse Mensenrechtenprijs uitgereikt, waarmee de stad een bijdrage wil leveren aan wereldwijde vrede en een signaal wil afgeven dat schendingen van de rechten van de mens nooit meer mogen voorkomen in Neurenberg. Neurenberg werd zelf hierdoor geëerd met de Bilbao-prijs voor de Bevordering van de Cultuur van Mensenrechten.

### Naoorlogse ontwikkelingen

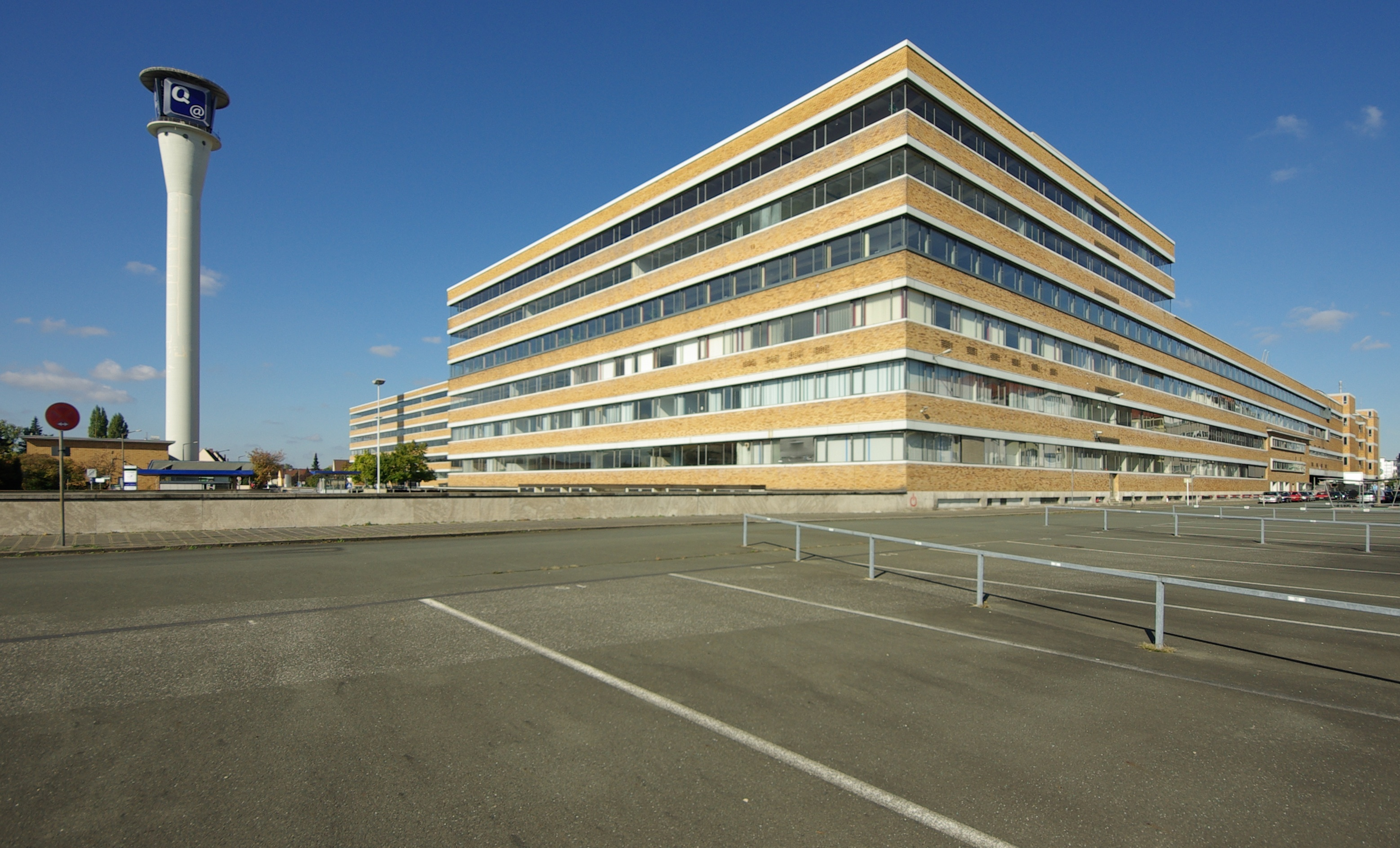
Quelle-verzendhuis

Tot de bekendste naoorlogse bedrijven behoorde het landelijk bekende postorderbedrijf Quelle, waarvoor de beroemde architect Ernst Neufert in 1955 een groot logistiek gebouw ontwierp. Het complex kwam in 2009 door het faillissement van Quelle leeg te staan, en was anno 2015 het op één na grootste leegstaande gebouw van Duitsland. Het vinden van een nieuwe bestemming wordt bemoeilijkt, doordat het gebouw onder monumentenzorg staat.

## Geografie
Neurenberg, dat een oppervlakte van 186,38 km² heeft, ligt aan beide zijden van de rivier de Pegnitz, die 80 kilometer noordoostelijker ontspringt.

### Stadsdelen van de stad Neurenberg
De stad is ingedeeld in 7 stadsdistricten (Stadtbezirke), die vervolgens weer in stadsdelen worden opgedeeld.
- Stadtbezirk 1 - Mitte
  - 01 Altstadt, St. Lorenz
  - 02 Marienvorstadt
  - 03 Tafelhof
  - 04 Gostenhof
  - 05 Himpfelshof
  - 06 Altstadt, St. Sebald
  - 07 St. Johannis
  - 22 Bärenschanze
  - 23 Sandberg
  - 24 Bielingplatz
- Stadtbezirk 2 - Südstadt
  - 11 Glockenhof
  - 12 Guntherstraße
  - 13 Galgenhof
  - 14 Hummelstein
  - 15 Gugelstraße
  - 16 Steinbühl
  - 17 Gibitzenhof
  - 40 Hasenbuck
  - 41 Rangierbahnhof
  - 42 Katzwanger Straße
  - 43 Dianastraße
- Stadtbezirk 3 - Weststadt
  - 18 Sandreuth
  - 19 Schweinau
  - 20 St. Leonhard
  - 21 Sündersbühl
  - 46 Werderau
  - 50 Hohe Marter
  - 60 Großreuth bei Schweinau
  - 61 Gebersdorf
  - 62 Gaismannshof
  - 63 Höfen
  - 64 Eberhardshof
  - 65 Muggenhof
- Stadtbezirk 4 - Nordstadt
  - 08 Pirckheimerstraße (met delen van Gärten hinter der Veste)
  - 25 Uhlandstraße (met delen van Gärten hinter der Veste)
  - 26 Maxfeld (met delen van Gärten hinter der Veste)
  - 70 Westfriedhof
  - 71 Schniegling
  - 72 Wetzendorf
  - 73 Buch, Schnepfenreuth, Höfles
  - 74 Thon, Kleinreuth hinter der Veste
  - 75 Almoshof, Lohe
  - 76 Kraftshof
  - 77 Neunhof
- Stadtbezirk 4 - Nordstadt (vervolg)
  - 78 Boxdorf
  - 79 Großgründlach, Kleingründlach, Reutles
  - 80 Schleifweg (met delen van Großreuth hinter der Veste)
  - 82 Schafhof
  - 83 Marienberg (met deel van Großreuth hinter der Veste)
  - 84 Ziegelstein
  - 85 Mooshof
  - 86 Buchenbühl
  - 87 Flughafen
- Stadtbezirk 5 - Oststadt
  - 09 Wöhrd
  - 10 Ludwigsfeld
  - 27 Veilhof
  - 28 Tullnau
  - 29 Gleißhammer
  - 81 Schoppershof
  - 90 St. Jobst
  - 91 Erlenstegen
  - 92 Mögeldorf
  - 93 Schmausenbuckstraße
  - 94 Laufamholz
  - 95 Zerzabelshof
- Stadtbezirk 6 - Südoststadt
  - 30 Dutzendteich
  - 31 Rangierbahnhof-Siedlung
  - 32 Langwasser Nordwest
  - 33 Langwasser Nordost
  - 34 Beuthener Straße
  - 35 Altenfurt Nord
  - 36 Langwasser Südost
  - 37 Langwasser Südwest
  - 38 Altenfurt, Moorenbrunn
  - 39 Gewerbepark Nürnberg-Feucht
  - 96 Fischbach
  - 97 Brunn
- Stadtbezirk 7 - Außenstadt Süd
  - 44 Trierer Straße
  - 45 Gartenstadt
  - 47 Maiach
  - 48 Katzwang, Reichelsdorf Ost, Reichelsdorfer Keller
  - 49 Kornburg, Worzeldorf (met Kloster Pillenreuth)
  - 51 Röthenbach West
  - 52 Röthenbach Ost
  - 53 Eibach
  - 54 Reichelsdorf
  - 55 Krottenbach, Mühlhof

## Bevolking
In 1888 overschreed Neurenberg de 100.000 inwoners. In 1900 had de stad meer dan 250.000 inwoners. Het hoogste aantal van 515.000 inwoners werd bereikt in 1972, waarna het inwoneraantal zakte tot 465.000 in 1985. Sindsdien werd het half miljoen opnieuw bereikt in 1992 en na opnieuw een daling in 2006.

## Economie
- Neurenberg Messe, het grootste beurscomplex van Duitsland
- Flughafen Nürnberg

### Speelgoed
Neurenberg is de Europese hoofdstad van speelgoed. Dit uit zich bijvoorbeeld in de jaarlijkse Spielwarenmesse en het speelgoedmuseum. Fabrikanten zoals Ferbedo en Schuco hadden hier hun zetel.

## Kunst en cultuur

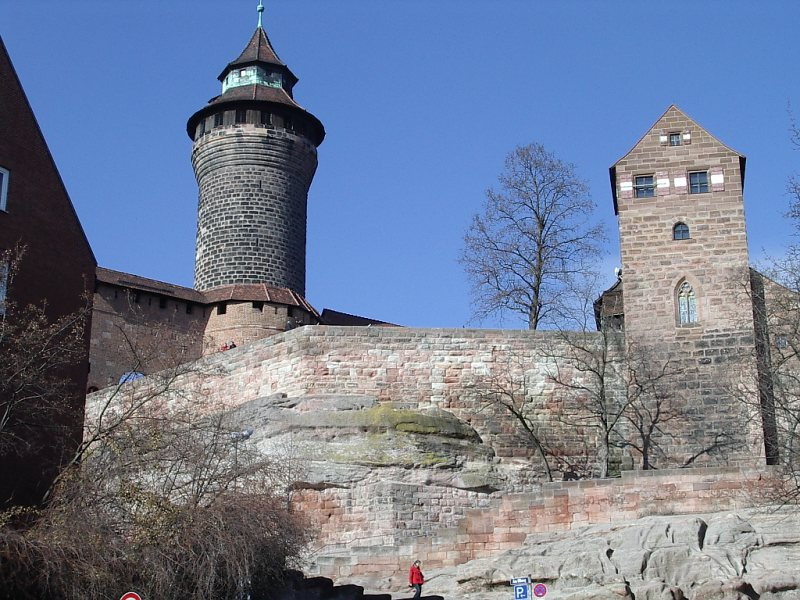
Kasteel Neurenberg

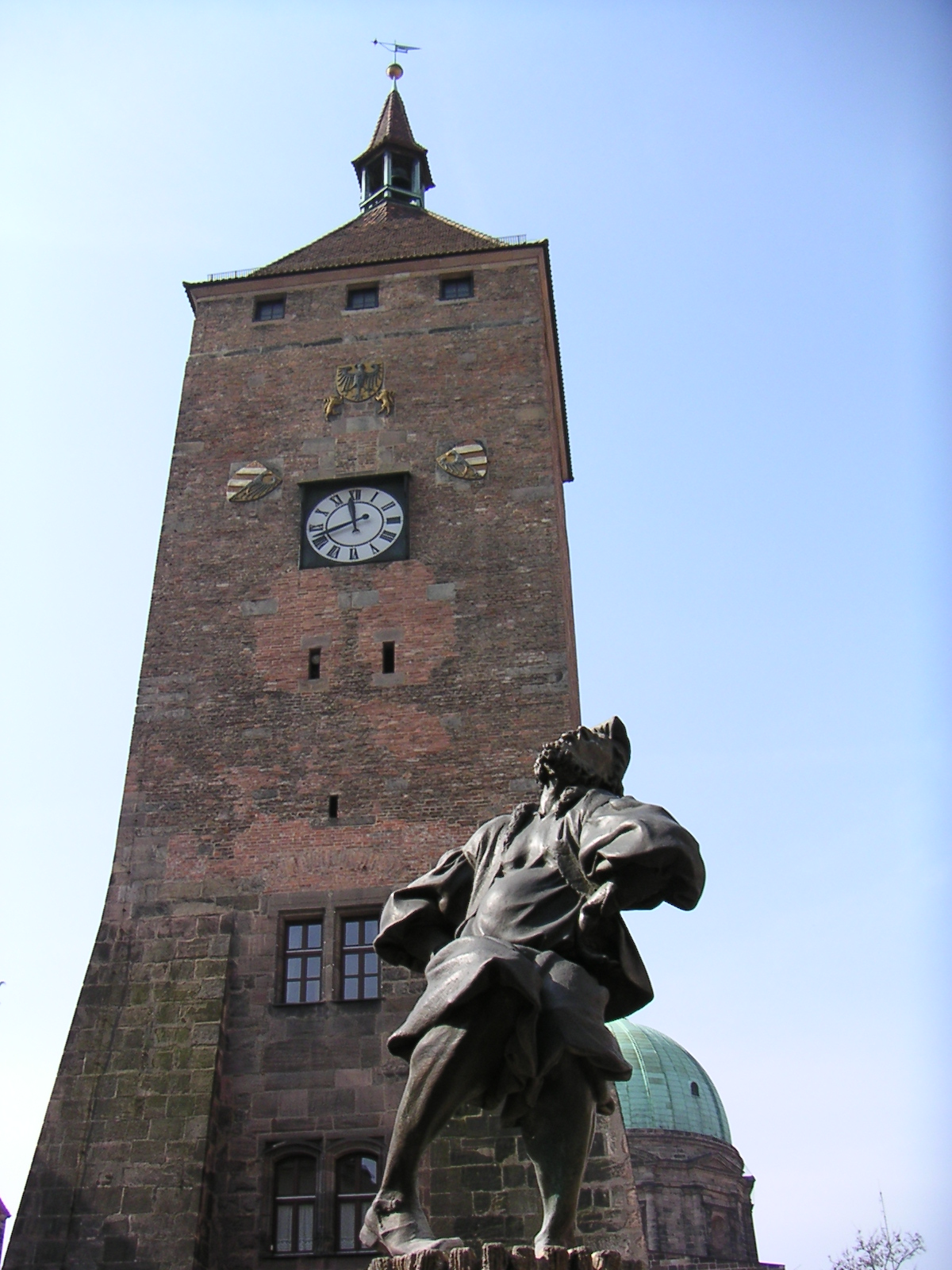
Weißer Turm (Witte Toren)

### Bezienswaardigheden
- Kasteel Neurenberg
- Weißer Turm
- Onze-Lieve-Vrouwekerk
- Kunsthalle Nürnberg
- Neues Museum Nürnberg, een museum voor kunst en design
- Germanisches Nationalmuseum, het grootste Duitse museum voor cultuurgeschiedenis
- Beeldenpark van het Neues Museum Nürnberg, een collectie sculpturen in de openbare ruimte
- Zeppelinfeld, het enorme stadion waar de partijdagen van de NSDAP plaatsvonden. Het enorme podium en het stadion van de Hitlerjugend zijn er nog steeds te zien.
- Tiergarten Nürnberg, dierentuin

### Sport
1. FC Nürnberg is de professionele voetbalclub van Neurenberg. 1. FC Nürnberg werd 9 keer landskampioen van Duitsland. Dit gebeurde voor het laatst in 1968. Neurenberg was speelstad bij het Wereldkampioenschap voetbal van 2006. De wedstrijden werden gespeeld in het Frankenstadion. Neurenberg was in 2001 gastheer van het WK ijshockey.

## Vervoer
7 km ten noorden van de stad ligt de Flughafen Nürnberg, een internationale luchthaven die nipt tot de top 10 van de Duitse luchthavens behoort in termen van passagiersverkeer.
De stad ligt op het kruispunt van meerdere Duitse autosnelwegen, die zich vooral ten zuiden en ten oosten van de stad kruisen waaronder de A 3, de A 6, de A 9 en de A 73. Ook een aantal Bundesstraßen geven aansluiting op de ring rond Neurenberg zoals de B 2, de B 4, de B 8 en de B 14.
De stad is opgenomen in het IC/ICE netwerk van de Deutsche Bahn. Bijna alle treinen stoppen in het hoofdstation Nürnberg Hauptbahnhof wat een knooppunt voor langeafstandsverkeer is. Enkel sommige regionale treinen van de Gräfenbergspoorlijn die eindigen in Nordost-Bahnhof, vanwaar er aansluiting op de metro is, doen niet Nürnberg Hauptbahnhof aan.
Neurenberg heeft een S-Bahnnet van vier lijnen in de regio (S1 t/m S4), drie U-Bahn lijnen (U1 t/m U3), waarvan twee zonder bestuurder. Daarnaast rijden er in de stad zelf diverse tramlijnen (4 t/m 9). De vervoersautoriteit is de "Verkehrsverbund Großraum Nürnberg", de VGN en de exploitant van de metro, tram en bus is de VAG Verkehrsaktiengesellschaft..

## Stedenbanden
- Antalya (Turkije)
- Atlanta (Verenigde Staten)
- Charkov (Oekraïne)
- Gera (Duitsland)
- Glasgow (Verenigd Koninkrijk)
- Hadera (Israël)
- Kavála (Griekenland)
- Krakau (Polen)
- Nice (Frankrijk)
- Praag (Tsjechië)
- Rotterdam (Nederland), sinds 1961
- San Carlos (Nicaragua)
- Shenzen (China)
- Skopje (Macedonië)
- Venetië (Italië)

## Bekende personen uit Neurenberg

### Geboren
- Wenceslaus van Luxemburg (1361-1419), Rooms-koning, koning van Bohemen, keurvorst van Brandenburg en hertog van Luxemburg
- Sigismund van Luxemburg (1368-1437), Rooms-koning en keizer, koning van Hongarije, koning van Bohemen en keurvorst van Brandenburg
- Martin Behaim (1459-1507), navigator, geograaf, kunstenaar en filosoof
- Albrecht Dürer (1471-1528), kunstschilder en etser
- Agnes Dürer (1475-1539), echtgenote, model en zaakwaarnemer van Albrecht Dürer
- Hans Sachs (1494-1576), dichter en toneelschrijver
- Johann Andreas Herbst (1588-1666), componist
- Johann Erasmus Kindermann (1616-1655), componist
- Georg Caspar Wecker (1632-1695), organist en componist
- Johann Löhner (1645-1705), organist en componist
- Johann Pachelbel (1653-1706), organist en componist
- Maria Clara Eimmart (1676-1707), astronome, graveur en ontwerper
- Johann Georg Wagler (1800-1832), zoöloog
- Sigmund Schuckert (1846-1895), elektrotechnicus en oprichter van Schuckert & Co
- Claire Goll (1890-1977), Duits-Frans journaliste en schrijfster
- Luitpold Popp (1893-1968), voetballer
- Leonhard Seiderer (1895-1940), voetballer
- Georg Köhl (1910-1944), voetballer
- Olga Jordan (1913-2000), schoonspringster
- Hermann Zapf (1918-2015), lettertypeontwerper
- Max Morlock (1925-1994), voetballer
- Gustav Metzger (1926-2017), kunstenaar
- Karl-Josef Rauber (1934-2023), diplomaat en kardinaal
- Wolfgang Zdral (1958), schrijver en journalist
- Mike Windischmann (1965), Amerikaans voetballer
- Markus Söder (1967), politicus
- Martin Kastler (1974), politicus
- Deniz Aytekin (1978), voetbalscheidsrechter
- Tom Beck (1978), acteur en zanger
- Hannah Stockbauer (1982), zwemster
- Daniela Götz (1987), zwemster
- Nicole Vaidišová (1989), Tsjechisch tennisster
- Lisa Zimmermann (1996), freestyleskiester
- David Raum (1998), voetballer
- Jamie Leweling (2001), voetballer
- Malik Tillman (2002), Duits-Amerikaans voetballer
- Arijon Ibrahimović (2005), voetballer